# Laquelle? (film 1912)
Laquelle? è un cortometraggio muto del 1912 diretto da Léonce Perret.

## Produzione
Il film fu prodotto dalla Société des Etablissements L. Gaumont.

## Distribuzione
Distribuito dalla Société des Etablissements L. Gaumont, uscì nelle sale cinematografiche francesi il 1º maggio 1912.